# Старое Акташево
Ста́рое Акта́шево (чув. Кивӗ Тутайкасси) — деревня в Цивильском муниципальном округе Чувашской Республики. До преобразования в 2022 году Цивильского района в муниципальный округ входила в состав Конарского сельского поселения.

## География
Находится в северной части Чувашии на расстоянии приблизительно 12 км на восток-северо-восток по прямой от районного центра города Цивильск, на берегах реки Кунер (приток реки Большой Аниш).

## История
Известна с 1638 года. В 1721 году в деревне было 230 жителей мужского пола. Жители до 1724 года — ясачные, до 1866 года государственные крестьяне; занимались земледелием, животноводством. В 1884 году основана школа грамоты. В период коллективизации был образован колхоз «Кунер».
Религия
По состоянию на конец XIX — начало XX века жители деревни Акташево были прихожанами Введенской церкви села Кошки (Введенское, Чурашево; Чурашево-Оргас Кошки) (построена в 1894 году на средства прихожан; каменная однопрестольная, в честь Введения во храм Пресвятой Богородицы; закрыта в 1940 году, приход восстановлен в 1944 году).

## Население
| 2010 | 2011 | 2012 | 2013 | 2014 |
| ---- | ---- | ---- | ---- | ---- |
| 163  | ↗202 | →202 | ↗206 | ↗207 |

В 1747 году был учтён 291 мужчина, в 1795 (вместе с 5 выселками) — 110 дворов, 707 жителей, в 1858 — 431 житель, в 1897 — 556 жителей, 1926 — 136 дворов, 623 жителя, в 1939 — 618 жителей, в 1979 — 419. В 2002 году было 99 дворов, 2010 — 80 домохозяйств. 

Постоянное население составляло 197 человек (преобладающая национальность — чуваши, 99 %) в 2002 году.